# Moellerodiscus advenulus
Moellerodiscus advenulus är en svampart som först beskrevs av William Phillips, och fick sitt nu gällande namn av Dumont 1976. Moellerodiscus advenulus ingår i släktet Moellerodiscus och familjen Rutstroemiaceae.   Inga underarter finns listade i Catalogue of Life.